# مسجد الحمراء (النجف)
مسجد الحمراء أو مسجد النبي يونس هو أحد مساجد العراق التاريخية والأثارية واحد اقدم المساجد التي شيدت في مدينة الكوفة، يقع هذا المسجد على ضفاف نهر الكوفة من جهته اليمنى، شيّد في زمن علي تخليدا لمقام النبي يونس حيث ترجح أكثر الروايات أحتمالية ان تكون الحوت قد القتة في هذا المكان وبقي لحين ان بعث إلى مدينة الموصل حتى وفاته وبني له مرقدا كبيرا هناك فأصبح هذا المقام ومسجد الحمراء مزارا يصلي فيه العلماء ويزار من قبل كافة المسلمين.
وفي عام 2018م تم إعادة إعمار المسجد على النمط الحديث من قبل ديوان الوقف الشيعي وأصبح يضم قبة كبيرة ومنارتين يصل ارتفاعهما إلى 30م. وتم افتتاحه بحضور العديد من الشخصيات الدينية من النجف.

## التسمية
سمي المسجد ب (الحمراء) نسبة لقبيلة أصلها من بلاد الديلم نزلوا الكوفة وتحالفوا مع بني عبد القيس بعد وقعة القادسية عام 16 للهجرة، وكانت هذه القبيلة تحمل شعورا وعاطفة تجاه أئمة أهل البيت منذ دخولهم الإسلام.
ويعرف مسجد الحمراء بمسجد يونس بن متى نسبة إلى مرقد النبي يونس المتاخر للمسجد، قال البراقي: (مسجد يونس بن متى ولينفجرن فيه عين يظهر على السبخة وما حولها).

## التاريخ
وورد في الاخبار: ان الامام علي (عليه السلام) صلى فيه، وانه عليه السلام عده ضمن بقاع قدس مقدسة بالكوفة.
والمسجد الحالي قد هدم الآن سنة 1990 حيث كان قبل هذا التاريخ قائم على انقاض بنائه القديم وكان مندثرا إلى عهد قريب الا ان كان واضح المعالم والحدود ومحرابه الاصلي حيث شيد سنة 1312 هـ اذ جدد بناء المسجد في هذه السنة وممن ارخ تجديد بناء المسجد، الشاعر السيد جعفر الحلي بقوله:
الحمد لله الذي من فضله احيى جميل ماثر القدماء
قد جددت اثار مسجد يونس باجل تاسيس وخبر بناء
يا طالب الأعمال قد ارخته اعمل فهذا مسجد الحمراء
وفي سنة 1342 هـ شيدت للمسجد منارة اسطوانية يرقى اليها بسلمين حلزونيين الأول من قاعدتها إلى سلتها والثاني من السلة إلى مقدمها، والسلة محاطة بمقرنصات جميلة الهياة وزينت القاعدة والوسط بنقوش على القاشاني الملون. وبعد عام 1990 هدم البناء بأكمله ومن ضمنها المنارة وظل الامر على حاله حتى سقوط النظام بعد ذلك قام ديوان الوقف الشيعي بصرف مبلغ لاعادة تشييده والان شيد قسم من هذا المسجد يعلوه قبة كبيرة ولكن العمل استمر فيه حتى اكتمل بنائه وافتتاحه عام 2018 .